# Juliet Lima
Juliet Lima  (Caracas, Venezuela, 1981. november 19. –) venezuelai színésznő.

## Élete és pályafutása
Juliet Lima 1981. november 19-én született Caracasban. Karrierjét 1999-ben kezdte. 2011-ben Perla Uzcátegui szerepét játszotta A sors hullámain című telenovellában.
Feleségül ment Jonathan Montenegro színészhez, de később elváltak. Van egy lányuk.

## Filmográfia

### Telenovellák
- Corazón Esmeralda (2013) - Vanessa Villamizar
- Dulce amargo (2012)- María Gabriela Montes "La Maga"
- A sors hullámain (Natalia del Mar) (2011) - Perla Uzcátegui
- Libres como el viento (2009) - Tibisay Pacheco
- Camaleona (2007) - Natalia Ruíz
- Te tengo en salsa (2006) - Patricia Palacios
- Amor a Palos (2005) - Rocío Vargas
- La Cuaima (2003) - Daysi Chacón
- Juana la virgen (2002) - Brandy
- La Soberana (2001) - Petra
- Viva la Pepa (2001)
- Hay amores que matan (2000)
- La calle de los sueños (1999)

### Film
- Er conde jones (2012)